# SEC13
SEC13‏ (SEC13 homolog, nuclear pore and COPII coat complex component) هوَ بروتين يُشَفر بواسطة جين SEC13 في الإنسان.
ينتمي البروتين المُشفَّر بواسطة هذا الجين إلى عائلة بروتينات تكرارية W-D الأربعينية SEC13. وهو يُشبه بروتيني الخميرة SEC13 وSEC31، وهما ضروريان لتكوين الحويصلات من الشبكة الإندوبلازمية أثناء نقل البروتينات.